# ريك برايس (مغن مؤلف)
ريك برايس (بالإنجليزية: Rick Price)‏ هو مغن مؤلف أسترالي، ولد في 6 يوليو 1961 في بريزبان في أستراليا.

## وصلات خارجية
- ريك برايس على موقع IMDb (الإنجليزية)
- ريك برايس على موقع ميوزك برينز (الإنجليزية)
- ريك برايس على موقع ديسكوغز (الإنجليزية)